# Stefano Poda
Stefano Poda (Trento, 1973) é um diretor teatral, cenógrafo, coreógrafo, figurinista e iluminador italiano.

## Principais trabalhos
Começou sua carreira no Rio de Janeiro, como assistente de Beni Montresor (1926 – 2001),  com quem trabalhou até 1993, participando de produções apresentadas em teatros renomados, como a Arena de Verona,  o Scala de Milão, a Ópera de Roma, o Teatro  Colón de Buenos Aires e o Metropolitan de New York, entre outros. 
Em 1994 passou a dedicar-se às suas próprias produções,  em diferentes países. A partir de então realizou cerca de 100 espetáculos na Europa (Itália, Espanha, Portugal, Dinamarca, Bélgica, Bulgária), América do Sul  (Uruguai, Argentina e Brasil), América Central (Costa Rica, Guatemala, El Salvador) e Estados Unidos. Suas produções foram gravadas e transmitidas pela televisão espanhola (TVE-2, TVE-Internacional e Canal Digital), pela Rádio e Televisão de Portugal, pelos canais 4,5 e 12 do Uruguai, pelo canal 13 da Costa Rica,  pela Rede Globo do Brasil e pelo canal 13 da Catalunha.
No Teatro Regio di Torino assinou a direção, cenários, figurinos, iluminação e coreografia de Thaïs de Jules Massenet, em dezembro de  2008, com direção musical de Gianandrea Noseda e  Barbara Frittoli  no papel-título.  Os figurinos foram confeccionados pela  Sartoria Tirelli di Roma. Em 2009 apresentou Falstaff , na Opéra royal de Wallonie, em Liège, com Ruggero Raimondi, transmitida em 3D para 140 salas  de cinema dos EUA, Itália, Espanha, Bélgica,  e Il concilio de' pianeti de Tomaso Albinoni, com I Solisti Veneti, sob a regência de Claudio Scimone. 
Em dezembro de  1999, no Teatro Solís de Montevideo, durante as obras de restauro do teatro - que sofrera um incêndio, em novembro de 1998 -, criou  e encenou Il crepuscolo di un secolo, sobre música  do  Requiem, de Mozart - um espetáculo de metáforas teatrais que reuniu cerca de 300 artistas. Encenou também o Stabat Mater de Pergolesi (2001)  e  o  Requiem de  Gabriel Fauré (2004).
Stefano Poda é autor do texto e da  encenação de L'Isola dei Cipressi, ópera teatral  para cantores, atores, balé, coro e orquestra, representada pela primeira vez em 2002, por ocasião do  105º aniversário do Teatro Nacional da Costa Rica.
Em 2005, encenou sua adaptação da Divina Commedia.
Das suas óperas mais recentes, foram produzidos  três DVD: Thaïs, pela RaiTrade/Arthaus, Falstaff, pela Dynamic e Il concilio de' pianeti, pela Metisfilm.

## Produções
- La traviata, de Giuseppe Verdi (1994)
- Don Giovanni, de Wolfgang Amadeus Mozart (em 1995, reapresentada em  quinze  diferentes teatros da  Europa, América Central e do Sul, até 2006, trasmitido três vezes pela televisão espanhola; nova montagem em 2009, na Bulgária, e a última, em fevereiro de 2010, no Palm Beach Opera Festival
- Così fan tutte, de Mozart (1995 em Santander ;  em 2010, nova produção em Mahón, com  Barbara Frittoli)
- Nabucco, de Verdi (que abriu a temporada 1995 do Teatro São Carlos de Lisboa, tendo sido transmitido pela RTP)
- Die Zauberflöte, de Mozart (em 1996, reapresentada em sete teatros da Europa e América do Sul, trasmitido pela televisão espanhola, pela Rede Globo do Brasil e pelo  Canal 4 de Montevideo)
- Anna Bolena, de Gaetano Donizetti (em  1997;  encenada novamente em Montevideo, 1998 e  Oviedo, 2000; trasnmitida pelo Canal 33, em Barcelona, e pelo Canal 5, em Montevideo)
- Falstaff, de Verdi (1998, gravada pela televisão espanhola; 2007 e 2008; nova montagem em 2009, Jerez de la Frontera e  Liège (Opéra royal de Wallonie)
- Aida, de Verdi (quatro diferentes montagens:  duas em 1998, na Espanha;  uma em 2001, na inauguração do Novo Teatro do SODRE, em Montevideo; uma em 2005 ao ar livre, com mais de 1200 artistas no palco)
- Madama Butterfly, de Giacomo Puccini (duas diferentes montagens,em  1998 e 2002)
- La serva padrona, de Giovanni Battista Pergolesi (1998)
- Samson et Dalila, de Camille Saint-Saëns (1999, com Dolora Zajick)
- Maria Stuarda, de Donizetti (1999)
- Macbeth, de Verdi (2001, duas diferentes encenações, sendo uma ao ar livre)
- La forza del destino, de Verdi (2003)
- Il trovatore, de Verdi (2004)
- Orfeo ed Euridice, de Christoph Willibald Gluck (2000)
- The Medium, de Gian Carlo Menotti (2000)
- Mefistofele, de Arrigo Boito (2001)
- Faust, de Charles Gounod (2003 e 2008)
- Le nozze di Figaro , deMozart (2007)
- Médée , de Luigi Cherubini (2008)
- Carmen, de Georges Bizet (2008)
- Thaïs, de Jules Massenet (2008,  Teatro Regio di Torino; 2015, Teatro Municipal de São Paulo)
- Il concilio de' pianeti, de Albinoni (2009, Palazzo della Ragione di Padova)
- Hin und Zurück, de Paul Hindemith e L'Heure espagnole, de Maurice Ravel, na abertura da temporada do Teatro delle Muse de Ancona (2010)
- Rigoletto, de Verdi, Teatro Verdi de Pádua, em dezembro  2010 e em  2013
- La forza del destino , de Verdi, na abertura da temporada lírica 2011 do Teatro Regio de Parma
- Il trittico, de Puccini, em  2011, no Teatro Colón de Buenos Aires
- Leggenda, de Alessandro Solbiati, em primeira execução mundial, no Teatro Regio di Torino, setembro 2011
- Lucia di Lammermoor, de Donizetti, para o Teatro Verdi de Pádua, outubro de 2011
- Maria Stuarda , de Donizetti, para a Opernhaus de Graz, e em 2013, na ABAO  de Bilbao
- Tosca, de Puccini, para o Stadttheater de Klagenfurt
- Il Trovatore , de Verdi,  no  Odeon de Herodes Ático, na abertura do  Festival de Atenas 2012
- Nabucco, de  Verdi,  para a Fondazione Lirica G. Verdi de Trieste e  Teatro Verdi de Pádua.
- Attila, de Verdi, em St. Gallen, ao ar livre, 2013.
- Don Carlo, de  Verdi, em Erfurt, na abertura da temporada 2013-2014
- Tristan und Isolde, de Wagner, na inauguração do 77° Maggio Musicale Fiorentino, sob a regência de  Zubin Mehta
- Andrea Chénier, de  Umberto Giordano, na Ópera Nacional da Coreia,  2015
- Faust, de  Charles Gounod, no Teatro Regio di Torino, em junho de  2015 - depois reapresentada em Tel Aviv (2017) e Liège (2019)
- Otello de Verdi, na  Ópera Estatal Húngara,  Budapeste, setembro de 2015
- Ariodante, de Händel, para a  Ópera de Lausanne, 2016
- Titã, coreografia sobre a primeira sinfonia de Mahler, para o Teatro Municipal de São Paulo, setembro de 2016
- L'elisir d'amore, de Donizetti, para a Opéra national du Rhin, em Strasburgo, outubro de 2016
- Fosca, de Carlos Gomes, no Teatro Municipal de São Paulo, dezembro de 2016
- Il Trovatore, de Verdi, no Teatro Lirico di Cagliari, dezembro de 2016
- Boris Godunov, de Modest Mussorgski, para a Ópera Nacional da Coreia, 2017
- Lucia di Lammermoor,  de Donizetti, para a Ópéra de Lausanne, 2017
- Turandot, de Puccini, para o Teatro Regio di Torino, janeiro de 2018
- Roméo et Juliette, de Charles Gounod, para o Grande Teatro Nacional de Pequim, julho de 2018
- Ariane et Barbe-bleue de Paul Dukas, para o Théâtre du Capitole de Toulouse, 2019
- Orfeo ed Euridice de  C. W. Gluck, no Teatro Romano de Plovdiv, Bulgária
- Les contes d'Hoffmann, de Jacques Offenbach, na Ópera de Lausanne, 2019
- Tosca de G. Puccini  na  Gärtnerplatz, de Munique, 2019
- Nabucco de G. Verdi, na reinauguração do Teatro Colón de Buenos Aires, 2020